# Utricularia helix
Utricularia helix är en tätörtsväxtart som beskrevs av Peter Geoffrey Taylor. Utricularia helix ingår i släktet bläddror, och familjen tätörtsväxter. Inga underarter finns listade i Catalogue of Life.